# Římskokatolická farnost Loučeň
Římskokatolická farnost Loučeň (lat. Lautschimium, něm. Lautschin) je církevní správní jednotka sdružující římské katolíky na území městyse Loučeň a v jeho okolí. Organizačně spadá do mladoboleslavského vikariátu, který je jedním z 10 vikariátů litoměřické diecéze. Centrem farnosti je zámecký kostel Nanebevzetí Panny Marie v Loučni.

## Historie farnosti
Původní středověká farnost (plebánie) zanikla v období husitských válek. Od roku 1716 byl v Loučeni ustanoven zámecký kaplan (lat. cap. arcis). V roce 1786 byla v Loučeni zřízena lokálie, povýšená v roce 1853 na samostatnou farnost. Samostatná farní budova se však zde nenacházela. Do 31. května 1993 byla farnost součástí nymburského vikariátu. Od 2. poloviny 20. století je farnost administrována ze Mcel.
Farní kostel Nanebevzetí Panny Marie, postavený jako kostel zámecký v letech 1710–1713, je stavební součástí loučeňského zámku, ale je v majetku farnosti.

### Duchovní správcové vedoucí farnost
Začátek působnosti jmenovaného v duchovní správě farnosti od:
- Joannes
- 1356 Joannes
- Svatoslav, † 1360
- 1360 Petrus ze Zásady
- 1361 Joannes ze Solnice
- 1376 Joannes
- Wenceslaus z Niremburga
- Petrus, † 1383
- 1383 Nicolaus
- Joannes
- 1392 Petrus
- 1397 Nicolaus
- 1401 Bartholomaeus
- 1403 Duchek z Domousnic
- 1778 cap. loc. Franc. Preisler, † 9. 3. 1813
- 1813 cap. loc. Anton. Reichhardt, n. 27. 3. 1782 Neobolesl., o. 30. 8. 1806, † 28. 5. 1832
- 1821 cap. loc. Jos. Stéhule, n. 2. 7. 1796 Haraticens., o. 15. 8. 1813, † 7. 3. 1849
- 1850 cap. loc. Franc. Kramář, n. 29. 10. 1809 Sct. Georgenthal, o. 3. 8. 1836
- 1853 proto-par. (1. farář) Franc. Kramář, n. 29. 10. 1809 Sct. Georgenthal., o. 3. 8. 1836
- 1867 par. vacat, admin. int. Anton. Zuman
- 1868 Anton. Ferd. Zuman, n. 11. 10. 1819 Bělensis, o. 15. 11. 1842, † 15. 5. 1874
- 1874 Franc. Dvořák, n. 3. 11. 1838 Řepín, o. 29. 7. 1863, † 2. 11. 1902
- 1891 Steph. Šťastný, n. 28. 1. 1846 Líny, o. 21. 6. 1872, † 31. 1. 1909
- 1909 Ladislav Mrázek, n. 8. 7. 1869 D. Bousov, o. 2. 7. 1893, † 24. 10. 1934
- 1914 par. vacat, admin. inter. Vojtěch Černý
- 1. 2. 1914 Vojtěch Černý, n. 24. 4. 1877 Radimovice, o. 13. 7. 1902, † 6. 8. 1970
- 1. 5. 1946 Stanislav Rozkopal
- 1. 1. 1958 Rudolf Zimandl
  - kol. 1989 Miroslav Brabec, výpomocný duchovní
- 15. 10. 2004 Jan Fexa
- 15. 7. 2008 Milan Matfiak, admin. exc. z Mcel
- 1. 7. 2016 Lukáš Hrabánek, admin. exc. z Mcel[3]
- 15. 3. 2023 František Janíček, admin. exc. z Dobrovic[4]

Kromě kněží stojících v čele farnosti, působili ve farnosti v průběhu její historie i jiní kněží. Většinou pracovali jako farní vikáři, kaplani, katecheté, výpomocní duchovní aj.

## Území farnosti
Do farnosti náleží území obce:
- Chudíř
- Loučeň
- Patřín
- Studečky (Klein Studec[p 2])[5]

## Římskokatolické sakrální stavby a místa kultu na území farnosti
| | Fotografie     | Stavba                           | Místo          | Bohoslužby                      | Zeměpisné souřadnice                                               | Status                  | Číslo kulturní památky                       |
| Kostel a kaple | Kostel a kaple | Kostel a kaple                   | Kostel a kaple | Kostel a kaple                  | Kostel a kaple                                                     | Kostel a kaple          | Kostel a kaple                               |
| --- | -------------- | -------------------------------- | -------------- | ------------------------------- | ------------------------------------------------------------------ | ----------------------- | -------------------------------------------- |
| 1. |                | Kostel Nanebevzetí Panny Marie   | Zámek Loučeň   | bližší informace o bohoslužbách | Loučeň 1 50°17′14″ s. š., 15°1′28″ v. d.                           | farní kostel            | 36018/2-1859 (Pk•MIS•Sez•Obr•WD) (Q12034021) |
| 2. |                | Kaple                            | Chudíř         | bližší informace o bohoslužbách | náves 50°18′28″ s. š., 15°0′44″ v. d.                              | obecní kaple            | —                                            |
| 3. |                | Kaple Svaté rodiny               | Loučeň         | bohoslužby příležitostně        | na kraji obce, ul. Vlkavská 50°17′7″ s. š., 15°0′34″ v. d.         | výklenková kaple        | —                                            |
| Hřbitov |                |                                  |                |                                 |                                                                    |                         |                                              |
| 4. |                | Hřbitov                          | Loučeň         | bohoslužby příležitostně        | ul. K Oboře 50°17′18″ s. š., 15°1′ v. d.                           | obecní hřbitov          | —                                            |
| Sochy |                |                                  |                |                                 |                                                                    |                         |                                              |
| 5. |                | Socha sv. Jana Nepomuckého       | Loučeň         | —                               | náves 50°17′5″ s. š., 15°1′30″ v. d.                               | socha                   | 29381/2-1862 (Pk•MIS•Sez•Obr•WD) (Q37469502) |
| 6. |                | Socha sv. Prokopa                | Loučeň         | —                               | při zámeckém parku 50°17′16″ s. š., 15°1′20″ v. d.                 | socha                   | 28895/2-1863 (Pk•MIS•Sez•Obr•WD) (Q37469528) |
| 7. |                | Horní socha sv. Jana Nepomuckého | Loučeň         | —                               | při domě čp. 11 50°17′10″ s. š., 15°1′13″ v. d.                    | socha                   | 35470/2-2977 (Pk•MIS•Sez•Obr•WD) (Q37469578) |
| Venkovní kříže a zvonice |                |                                  |                |                                 |                                                                    |                         |                                              |
| 8. |                | Venkovní kříž                    | Chudíř         | —                               | severovýchodní část vsi při čp. 13 50°18′31″ s. š., 15°0′39″ v. d. | krucifix                | 26925/2-1575 (Pk•MIS•Sez•Obr•WD) (Q37162580) |
| 9. |                | Venkovní kříž                    | Chudíř         | —                               | podél cesty na severu obce 50°18′43″ s. š., 15°0′59″ v. d.         | krucifix                | —                                            |
| 10. |                | Venkovní kříž                    | Loučeň         | —                               | lokalita Boží voda 50°18′1″ s. š., 15°1′50″ v. d.                  | krucifix                | —                                            |
| 11. |                | Venkovní kříž                    | Loučeň         | —                               | východ. část obce, ul. Strupkova 50°17′8″ s. š., 15°1′34″ v. d.    | kříž                    | —                                            |
| 12. |                | Venkovní kříž                    | Patřín         | —                               | náves 50°16′25″ s. š., 15°0′47″ v. d.                              | kříž                    | —                                            |
| 13. |                | Venkovní kříž a zvonička         | Studečky       | —                               | podél cesty 50°17′2″ s. š., 15°3′16″ v. d.                         | krucifix a malá zvonice | —                                            |
| Některé drobné sakrální stavby a pamětihodnosti lze dohledat zde v databázi Drobné sakrální památky Zaniklé sakrální stavby lze dohledat zde v databázi Poškozené a zničené kostely, kaple a synagogy v České republice |                |                                  |                |                                 |                                                                    |                         |                                              |

Ve farnosti se mohou nacházet i další drobné sakrální stavby, místa římskokatolického kultu a pamětihodnosti, které neobsahuje tato tabulka.